# Deutsches Meisterschaftsrudern 2018
Das 129. Deutsche Meisterschaftsrudern fand 2018 statt. Die Regatten der Kleinboote (Einer und Zweier ohne) wurden vom 20. bis 22. April auf dem Baldeneysee in Essen ausgetragen.
Die Großbootmeisterschaften fanden parallel zu den Deutschen Hochschulmeisterschaften und den erstmals ausgetragenen Mastersmeisterschaften vom 7. und 8. Juli in Brandenburg an der Havel auf der Regattastrecke Beetzsee statt.
Insgesamt gab es 17 Medaillenentscheidungen. Dabei wurden in insgesamt 10 Bootsklassen bei den Männern und 7 bei den Frauen Deutsche Meister ermittelt.

## Medaillengewinner

### Männer
| Bootsklasse                           | Gold | Silber | Bronze |
| ------------------------------------- | --- | --- | --- |
| Einer                                 | Tim Ole Naske (RG Hansa Hamburg) | Stephan Krüger (Frankfurter RG Germania 1869) | Oliver Zeidler (Donau RC Ingolstadt) |
| Doppelzweier                          | Deutscher RC von 1884 Julius Peschel Malte Engelbracht | RG Wiking Berlin Lukas Oldach Daniel Lawitzke | WSV Honnef Marc Danne Tim Danne |
| Zweier ohne Steuermann                | Rgm. RV Rauxel 1922 / RV Treviris 1921 Malte Jakschik Richard Schmidt                                                                                              | Rgm. RC Westfalen Herdecke / RC Favorite Hammonia Johannes Weißenfeld Torben Johannesen | Rgm. RK am Wannsee / Crefelder RC 1883 Paul Schröter Laurits Follert |
| Doppelvierer                          | Stuttgarter RG von 1899 Moritz Marchart Emil Schmidberger Michael Sauer Maximilian Hess                                                                            | Rgm. Bremer RV von 1882 / Lübecker RG von 1885 / Deutscher RC von 1884 Lasse Tietz Tobias Dirschauer Christian von Warburg Malte Engelbracht | Rgm. RG München 1972 / Regensburger RK von 1890 Julian Ritter Ferdinand Weigl Maximilian Meister Sebastian Ritter |
| Vierer ohne Steuermann                | Rgm. RC Nürtingen / RTHC Bayer Leverkusen Nick Blankenburg Dominic Imort Oliver Peikert Lasse Grimmer                                                              | Karlsruher RV Wiking Simon Gessler Rupert Pretzler Jan Nitschke Lars von Deyn | Frankfurter RG Germania 1869 Jonas Kilthau Moritz Bock Clemens Barth Lucas Schäfer |
| Achter                                | Frankfurter RG Germania 1869 Moritz Bock Jonas Kilthau Ivan Šarić Christoph Bub Lukas Duhnkrack Dirk Marterer Clemens Barth Lucas Schäfer Max Schwartzkopff (Stm.) | Rgm. Ludwigshafener RV von 1878 / Mannheimer RV Amicitia / RC Nürtingen / RC Rheinfelden / RTHC Bayer Leverkusen / ETuF Essen Axel Oschmann Leon Joost Marvin Rüdt Raphael Mühlpfort Nick Blankenburg Dominic Imort, Oliver Peikert Lasse Grimmer Lisa Brendel (Stf.) | Rgm. RC Hamm von 1890 / RV Ems-Jade-Weser / Bessel-RC Minden / RC Hansa von 1898 / Kölner RV von 1877 / RV Emscher / Frankfurter RG Germania 1869 Lukas Raming Vincent Schmitz Sebastian Wellie Tim Bauerle Michel Overlack Petar Cetkovic Jonas Kell Lovis Heinrich Mareike Lange (Stf.) |
| Leichtgewichts-Einer                  | Jason Osborne (Mainzer RV von 1878) | Jonathan Rommelmann (Crefelder RC 1883) | Konstantin Steinhübel (ARC Würzburg) |
| Leichtgewichts-Doppelzweier           | Rgm. RC Möve 1919 / Frankfurter RG Borussia 1896 Konstantin Wenzel Victor Lukesch-Benkmann                                                                         | Stuttgarter RG von 1899 Simon Marchart Moritz Marchart | Bremer RV von 1882 Lasse Tietz Leo Damerau |
| Leichtgewichts-Zweier ohne Steuermann | Rgm. Frankfurter RG Germania 1869 / Siegburger RV 1910 Johannes Ursprung Patrik Stöcker                                                                            | Rgm. ETuF Essen / Ruderclub Hansa von 1898 Henning Sproßmann Julius Wagner | Rgm. RV Münster von 1882 / ARC zu Münster Bennett Henry Pennekamp Luca Frankenstein |
| Leichtgewichts-Vierer ohne Steuermann | Rgm. ETuF Essen / Mannheimer RV Amicitia / RC Nürtingen / RC Hansa von 1898 Leon Joost Marvin Rüdt Julius Wagner Henning Sproßmann                                 | Rgm. RG München 1972 / Rudergesellschaft Wiesbaden-Biebrich 1888 Julian Ritter Maximilian Meister Ferdinand Weigl Aaron Möller | Rgm. RG Wiking Berlin / SC Berlin-Köpenick Marcel Gallien Jan Mannes Paul Klonowsky Max Seibel |

### Frauen
| Bootsklasse                 | Gold | Silber | Bronze |
| --------------------------- | --- | --- | --- |
| Einer                       | Annekatrin Thiele (SC DHfK Leipzig) | Carlotta Nwajide (Deutscher RC von 1884)                                                                                | Michaela Staelberg (Crefelder RC 1883)                                                                      |
| Doppelzweier                | Rgm. ETuF Essen / Essen-Werdener RC von 1896 Mareike Adams Leonie Neuhaus | Rgm. RV Waltrop von 1928 / TV 1877 Essen-Kupferdreh Theresa Kampmann Laura Kampmann                                     | Rgm. Ruderverein Hellas Offenbach / Frankfurter RG Germania 1869 Katrin Martin Christiane Huth              |
| Zweier ohne Steuerfrau      | Rgm. Donau RC Ingolstadt / Neusser RV Sophie Oksche Alexandra Höffgen | Rgm. Donau RC Ingolstadt / Siegburger RV Marie-Sophie Zeidler Annabel Oertel                                            | Mainzer RV von 1878 Hannah Bornschein Lea-Katlen Kühne                                                      |
| Doppelvierer                | Rgm. ETuF Essen / RV Waltrop von 1928 / TV 1877 Essen-Kupferdreh Janina Hanßen Theresa Kampmann Laura Kampmann Mareike Adams | Rgm. RC Süderelbe / RC Hansa von 1898 / Würzburger RV Bayern Jessika Preyss Sophia Wolf Julia Wolf Eva-Lotta Nebelsieck | Rgm. Mannheimer RG Baden / Ludwigshafener RV von 1878 Barbara Thiele Hannah Rieder Inken Töwe Verena Moster |
| Achter                      | Rgm. Bremer RV von 1882 / Verdener RV / Bremer SC / Lübecker RG von 1885 / Vegesacker RV / Bremerhavener RV von 1889 Charlotte Hoffmann Henrike Schukat Johanna Brast Marita Hesse Mara Weber Levke Gill Ann-Kathrin Weber Julia Strübig | Keine weiteren Boote am Start.                                                                                          | Keine weiteren Boote am Start.                                                                              |
| Leichtgewichts-Einer        | Leonie Pless (Frankfurter RG Germania 1869) | Katrin Thoma (Frankfurter RG Germania 1869)                                                                             | Marie-Louise Dräger (Schweriner RG von 1874/75)                                                             |
| Leichtgewichts-Doppelzweier | RV Hellas Offenbach Elisabeth Ursprung Robina Wagner | Rgm. Neuköllner RC Berlin / RU Arkona Berlin 1879 Luisa Simon Sofie Vardakas                                            | Rgm. RC Süderelbe / RC Hansa von 1898 Jessika Preyss Eva-Lotta Nebelsieck                                   |